# Hollinsclough
Hollinsclough es una parroquia civil y un pueblo del distrito de Staffordshire Moorlands, en el condado de Staffordshire (Inglaterra).

## Geografía
Según la Oficina Nacional de Estadística británica, Hollinsclough tiene una superficie de 7,44 km².

## Demografía
Según el censo de 2001, Hollinsclough tenía 159 habitantes (50,31% varones, 49,69% mujeres) y una densidad de población de 21,37 hab/km². El 16,35% eran menores de 16 años, el 79,25% tenían entre 16 y 74, y el 4,4% eran mayores de 74. La media de edad era de 43,12 años. Del total de habitantes con 16 o más años, el 24,06% estaban solteros, el 64,66% casados, y el 11,28% divorciados o viudos.
El 98,18% de los habitantes eran originarios del Reino Unido y el 1,82% del resto de países europeos. Todos los habitantes eran blancos. El cristianismo era profesado por el 76,4%, el budismo por el 1,86% y cualquier otra religión, salvo el hinduismo, el judaísmo, el islam y el sijismo, por el 1,86%. El 16,15% no eran religiosos y el 3,73% no marcaron ninguna opción en el censo.
Había 64 hogares con residentes, 3 vacíos, y 4 eran alojamientos vacacionales o segundas residencias.